# Róża Czekańska-Heymanowa

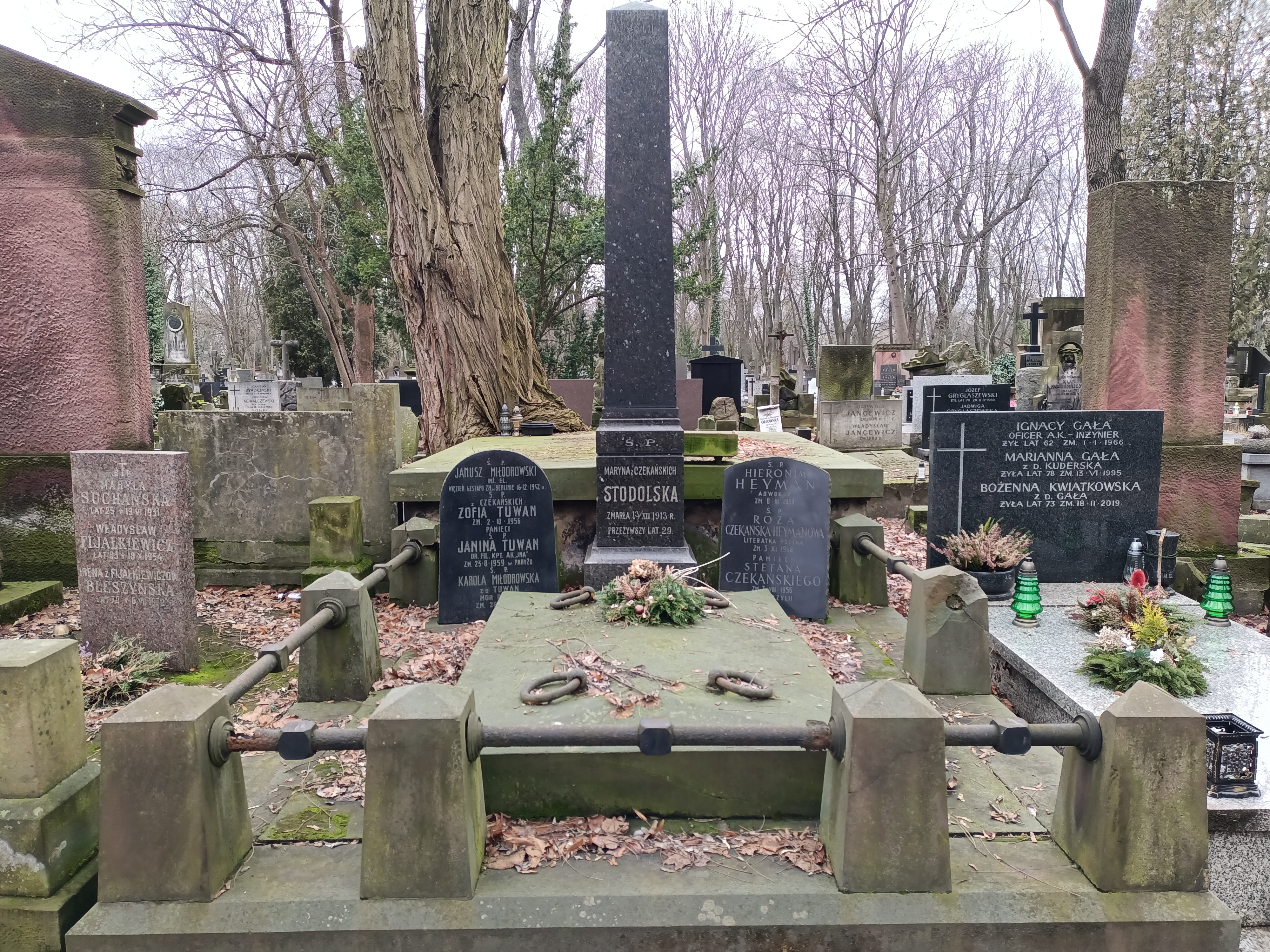
Grób Róży Czekańskiej-Heymanowej na cmentarzu Powązkowskim w Warszawie

Róża Czekańska-Heymanowa z domu Czekańska (ur. 30 czerwca 1887 w Łęcznej, zm. 3 listopada 1968 w Warszawie) – polska tłumaczka i poetka.

## Życiorys
Była córką lekarza Ewarysta Czekańskiego oraz Marii z domu Bernatowicz. Była absolwentką gimnazjum w Łodzi (1904), a następnie do 1906, była nauczycielką Szkole Zgromadzenia Kupców w Łodzi. Od 1907 była żoną adwokata Hieronima Heymana, w tym samym roku para zamieszkała w Warszawie, gdzie Czekańska-Heymanowa studiowała język i literaturę polską pod kierunkiem Cezarego Jellenty i Kazimierza Wóycickiego oraz uczyła się języków obcych. W 1920 wraz z Emilem Zegadłowiczem i Janem Nepomucenem Millerem była założycielką pisma literackiego „Ponowa”, na łamach którego zadebiutowała wierszami „Trawnik” i „Obrazek żółto-zielony” w 1921 roku.
Współpracowała z czasopismami m.in.: „Kurier Warszawski” (1922–1929), „Przegląd Wieczorny” (1924–1925), „Bluszcz” (1925–1939), „Polska Zbrojna” (1928–1929). Od 1923 należała do Związku Zawodowego Literatów Polskich. W 1926 rozpoczęła działalność tworząc przekłady. W 1927 otrzymała pierwszą nagrodę w konkursie Oddziału Poznańskiego ZZLP. W 1930 została członkiem Polskiego PEN Clubu.
W okresie okupacji niemieckiej przebywała w Warszawie, gdzie pracowała nad powieścią o Helenie Modrzejewskiej i brała udział w tajnych wieczorach literackich. Działała także społecznie, opiekując się Prewentorium dla Dzieci na Mokotowie. Po zakończeniu wojny mieszkała nadal w Warszawie i kontynuowała twórczość przekładową.
Pochowana na Cmentarzu Powązkowskim w Warszawie (kwatera 210, rząd 1, miejsce 24, 25).

## Publikacje

### Poezja
- We mgle i słońcu. Poezje. Warszawa: „Rola” 1921
- Miedzą i gościńcem. Poezyj książka druga. Warszawa: Ignis, 1923
- Zaślubiny Assunanty. Warszawa: „Bluszcz” 1930
- Maria Kalergis. „Bluszcz” 1936, 1937
- Szanuj pracę. Warszawa: Nasza Księgarnia 1937
- Wiosna. Wrocław: A. Arct 1946[1]

### Przekłady
- P. Géraldy: Ty i ja. [Wiersze], Warszawa: F. Hoesick 1926
- L.C. Douglas: Zielony sygnał. Powieść. Warszawa: M. Arct 1936
- A. A. Yongden(inne języki), A. David-Neel: Mipam, lama pięciu mądrości. Warszawa: M. Arct 1936
- H.C. Rowland(inne języki): Człowiek z taczką. Powieść. Warszawa: M. Arct 1937
- T. Gill: Na gwiaździstej przełęczy. [Powieść]. Warszawa: M. Arct 1938
- Zane Grey(inne języki): Stara kopalnia. [Powieść]. Warszawa: M. Arct 1939
- G. de Maupassant: Opowiadania. Warszawa: Czytelnik 1949
- I. Wolfert(inne języki): Banda Tukera. [Powieść], Warszawa: Czytelnik 1949
- K. Fiedin(inne języki): Niezwykłe lato. [Powieść]. Warszawa: Książka i Wiedza 1951
- L. Kiaczeli [L. Szengełaja]: Gwadi Bigwa i inne utwory. Warszawa: Książka i Wiedza 1951
- J. Laffitte(inne języki): Dziewczyna walczy. [Powieść]. Warszawa: Czytelnik 1951
- R. Parker: Anglia pod rządami Attlee. [Publicystyka], Warszawa: Czytelnik 1951
- A. Sakse: Opowiadania. Warszawa: Książka i Wiedza 1951
- W. Stefanyk: Utwory wybrane. Warszawa: Czytelnik 1951
- T. Hardy: Tessa d’Uberville. Historia kobiety czystej. [Powieść] Warszawa: Państwowy Instytut Wydawniczy 1954
- J. Walsh(inne języki): Tak być nie powinno. Opowieść. Warszawa: Książka i Wiedza 1954
- J. Laffitte(inne języki): Major Marceau. [Powieść], Warszawa: Książka i Wiedza 1955
- T. Hardy: Z dala od zgiełku. [Powieść]. Warszawa: Państwowy Instytut Wydawniczy 1957
- C. Damiens: Czarodziejka światła. [Powieść], Warszawa: Państwowy Instytut Wydawniczy 1958
- H.G. Wells: Historia pana Polly. [Powieść], Warszawa: Książka i Wiedza 1958
- A. Dumas (ojciec): Hrabina de Charny. [Powieść], Cz. 2. T. 1. Łódź: Wydawnictwo Łódzkie 1959
- A. Trollope: Dziedzictwo Belton. [Powieść]. Warszawa: Państwowy Instytut Wydawniczy 1962
- K. Fiedin: Pierwsze porywy. [Powieść]. Adaptacja radiowa W. Adamiec. Radio 1977[1].